# Jean-Pierre Staelens
Jean-Pierre Staelens (Linselles, 15 juni 1945 – Asnières-sur-Seine, 31 december 1999) was een Franse basketballer en basketbalcoach.

## Carrière
Met US Tourcoing werd hij in 1962 Frans kampioen bij de junioren. Hij speelde van 1964 tot 1969 bij AS Denain Voltaire uit Denain, in de Franse Nationale 1. Met deze club werd hij in 1965 Franse kampioen. In 1966, 1967 en 1968 werd hij topscorer in het kampioenschap. Hij behaalde een record door op 4 maart 1967 tegen Valenciennes 71 punten in een wedstrijd te scoren, daarmee verbrak hij het record van Roger Haudegand met 62 punten in 1957. In 1969/1970 speelde hij voor RCM Toulouse, maar daarna keerde hij terug bij Denain, waar hij tot 1978 voor speelde. Hij was ook coach van Levallois SCB van 1991 tot 1996.
Van 1965 tot 1972 haalde hij in totaal 100 selecties voor de Franse nationale ploeg.
Staelens ontdekte Tony Parker sr., die daarna een Europese basketbalcarrière uitbouwde. Hij was de peter van Tony Parker.

## Erelijst
- Frans landskampioen: 1965
- Topschutter: 1966, 1967, 1968